# World Federation Against Drugs
World Federation Against Drugs (WFAD) är en grupp individer och icke-statliga organisationer från olika delar av världen (139 organisationer i 47 länder i juli 2015).  World Forum Against Drugs arrangerades första gången i Sverige 2008 av en grupp svenska icke-statliga organisationer. Ett resultat av det första forumet blev grundandet av WFAD 2009 och att organisera 2nd World Forum Against Drugs  år 2010. Starten av WFAD fick moraliskt stöd från USA:s  dåvarande president George W Bush
Syftet med WFAD är att arbeta mot en "drogfri värld". Medlemmarna i WFAD tror att användandet av illegala droger hotar förekomsten av stabila familjer, samhällen och statliga institutioner över hela världen. WFAD har sitt huvudkontor i Stockholm. WFAD motsätter sig legalisering av cannabis och andra typer av narkotika. WFAD motsätter sig injektionsrum för heroinberoende. WFAD förespråkar att alla länder bör ansluta sig till och följa en FN-konvention som heter Single Convention on Narcotic Drugs 1961.
En av många talare på World Forums Against Drugs tredje världsforum var R. Gil Kerlikowske,  som var  president Barack Obamas "drog tzar".Dessutom antogs en resolution "för en human och balanserad narkotikapolitik" undertecknad av honom som representant för USA:s regering tillsammans med företrädare för Italien, Ryssland, Sverige och Storbritannien.
WFAD arrangerar regelbundet internationella konferenser med liknande tema.